# Peter Gente

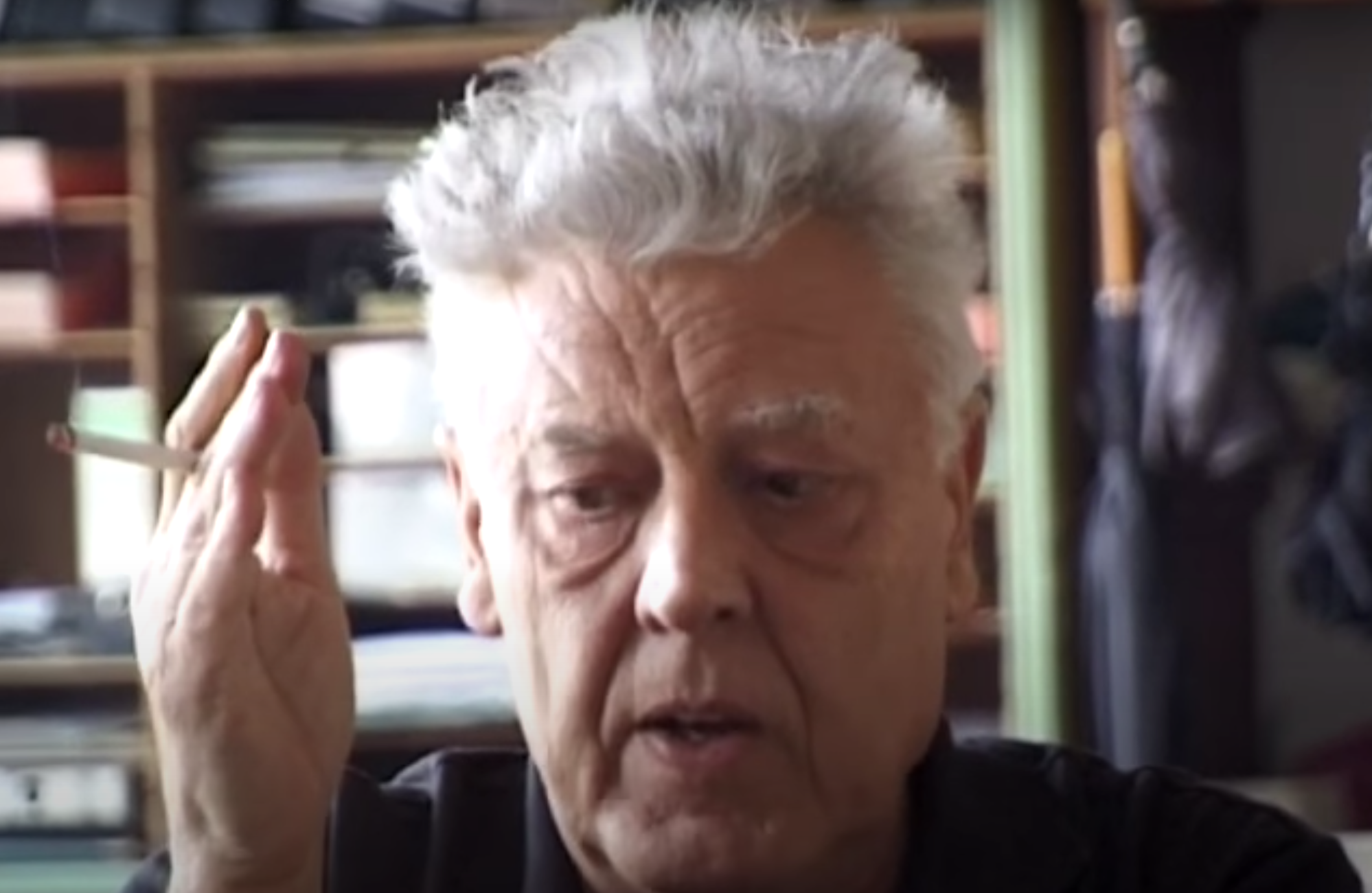
Peter Gente, 2013

Hans-Peter Gente (* 23. April 1936 in Halberstadt; † 8. Februar 2014 in Chiang Mai, Thailand) war ein deutscher Publizist, bekannt vor allem als Mitbegründer und langjähriger Geschäftsführer des Merve Verlags in Berlin-Schöneberg.

## Leben und Werk
Gentes Vater, Kurt Gente, war Jurist und diente als Oberstleutnant in der Wehrmacht, bis 1951 war er in sowjetischer Gefangenschaft. Er war ein ehemaliger Nationalsozialist, der vor und nach dem Zweiten Weltkrieg als Richter in Berlin arbeitete, u. a. im Prozess von Fritz Teufel und Rudi Dutschke.
Mit seiner Familie kam Gente Anfang der 1950er Jahre aus der DDR nach West-Berlin. Auf Wunsch des Vaters begann er 1957 Jura zu studieren. Sein Studium verdiente er als Hilfsarbeiter in den Siemenswerken in Spandau. Nach wenigen Semestern wechselte er zur Philosophie, Soziologie und Germanistik. 1960 heiratete er Merve Lowien. Aus der Ehe ging 1962 ein Sohn hervor. 1965 wurde er Hilfsassistent bei Jacob Taubes. Ein Vorhaben für eine Dissertation über Walter Benjamin und das Versagen der bürgerlichen Künste lehnte Peter Szondi ab. 1974 bewarb sich Gente um eine Graduiertenförderung für ein Dissertationsprojekt bei Harry Pross, das die „theoretische Diskussion in den Zeitschriften des SDS von 1958–1969“ behandeln sollte, und erhielt dafür ein Gutachten von Taubes.
Gente begann seine publizistische Tätigkeit Mitte der 1960er Jahre als Herausgeber, zunächst von Schriften von Josef Stalin, später von zwei Bänden zur freudo-marxistischen Diskussion. Letztere verstand er programmatisch: „Heute wäre es an der Zeit, die der von Reich inaugurierten Sexpol immanenten theoretischen Ansätze […] in Konfrontation mit einer veränderten gesellschaftlichen Situation freizulegen.“ Dieses Programm setzte er jedoch nicht in die Praxis um. In den 1960er-Jahren war Peter Gente auch Mitarbeiter von Hildegard Brenners Literaturzeitschrift alternative.
1970 gehörte Peter Gente zu den Gründern des Merve Verlags, benannt nach dem Vornamen seiner damaligen Ehefrau Merve Lovien. Gente trennte sich nach achtzehn Jahren von ihr und ging eine neue Beziehung zu Heidi Paris ein. Gemeinsam leiteten sie den Merve Verlag bis zum Suizid von Paris im Jahr 2002. Nach einer marxistisch orientierten Anfangsphase wurden hauptsächlich zeitgenössische französische Philosophen, insbesondere Michel Foucault, aber auch Gilles Deleuze und zahlreiche weitere Autoren verlegt. Hinzu kamen später Werke der Systemtheorie (Niklas Luhmann, Oswald Wiener, Heinz von Foerster), von John Cage und von Autoren der Berliner Szene (Martin Kippenberger, Wolfgang Müller, Rainald Goetz u. a.). Das erfolgreichste Buch des Verlags ist Rhizom von Gilles Deleuze und Félix Guattari; es wurde über 15.000 Mal verkauft. Insgesamt hat Gente etwa 300 Titel herausgegeben. Im Jahre 2001 erhielt der Merve Verlag auf Grund seines engagierten und intellektuell anspruchsvollen Programms als erster Preisträger den Preis der Kurt Wolff Stiftung zur Förderung einer vielfältigen Verlags- und Literaturszene. 2004 nahm Gente an einer klangarchäologischen Expedition mit dem Medientheoretiker Friedrich Kittler auf der Inselgruppe Li Galli teil, wo der reale Ort des Sirenengesangs bei Homer vermutet wird.
2007 zog er sich aus der aktiven Verlagsarbeit zurück und verkaufte das Verlagsarchiv für insgesamt 100 000 Euro an das ZKM in Karlsruhe. Er lebte danach in Thailand, wo er im Jahr 2014 starb. Die Urne wurde im März 2014 auf dem Alten Matthäus-Friedhof in Schöneberg zusammen mit Paris begraben. Der Grabstein ist im Stil des Merve-Einbandlayouts mit einer Raute gestaltet.

## Herausgeberschaft (Auswahl)

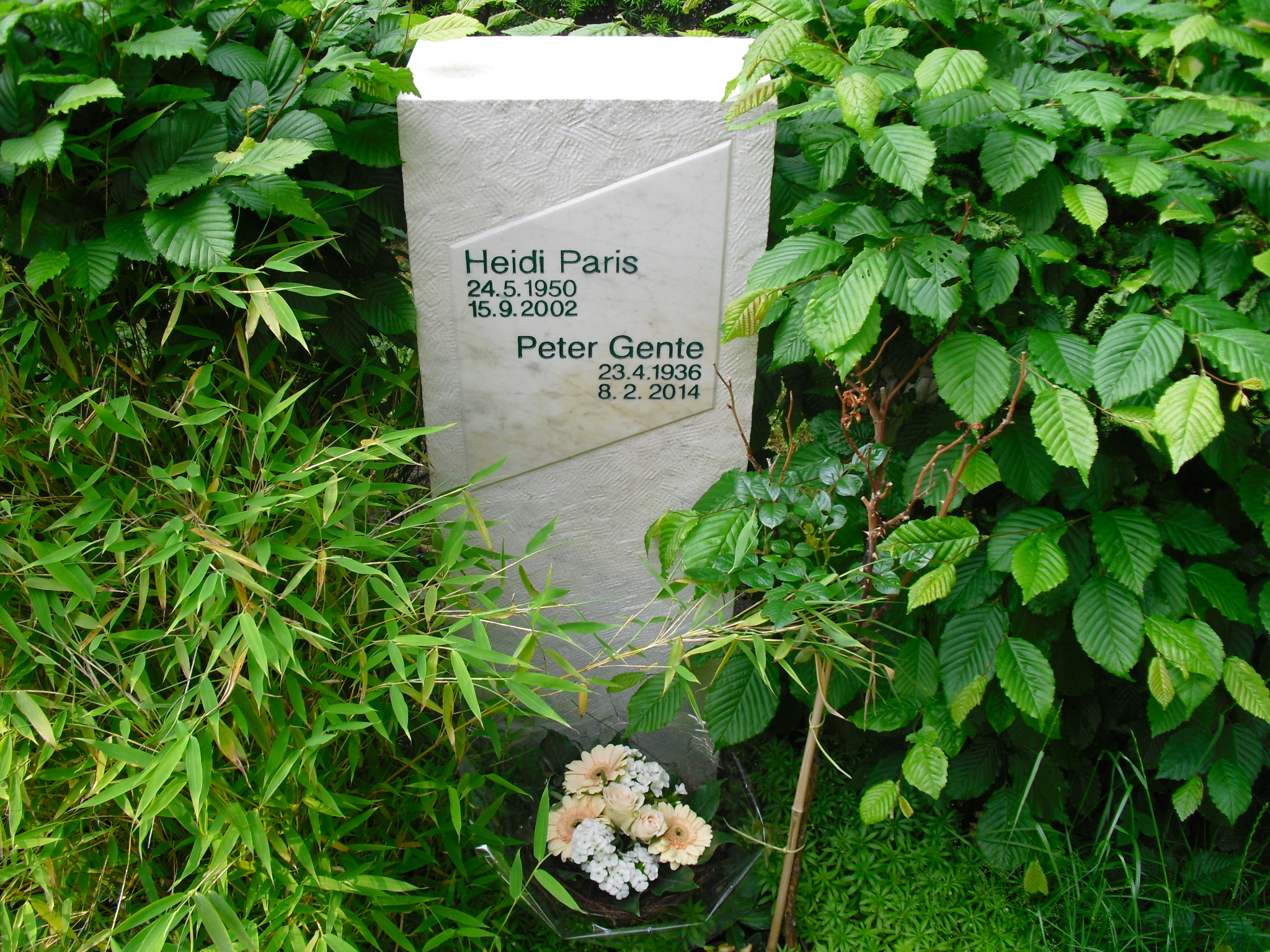
Grabstein für Heidi Paris und Peter Gente auf dem Alten St.-Matthäus-Kirchhof

- Josef W. Stalin: Marxismus und Fragen der Sprachwissenschaft. Hrsg. von Hans-Peter Gente. Rogner & Bernhard, München 1968.
- Neuer Roter Katechismus / [Hrsg.:] Karl Freydorf (Pseudonym von Gente). Kommentiert von Frank Böckelmann, München : Rogner u. Bernhard 1968
- Josef W. Stalin: Zu den Fragen des Leninismus. Hrsg. und eingeleitet von Hans-Peter Gente. Fischer, Frankfurt am Main 1970.
- Marxismus, Psychoanalyse, Sexpol. Band 1: [Primärtexte 1926–1936]. Hrsg. mit Vorbemerkung von Hans-Peter Gente. Fischer, Frankfurt am Main 1970.
- Marxismus, Psychoanalyse, Sexpol. Band 2: [Aktuelle Diskussion]. Hrsg. mit Vorbemerkung von Hans-Peter Gente. Fischer, Frankfurt am Main 1972, ISBN 3-436-01387-0.
- Foucault und die Künste. Hrsg. von Peter Gente. Suhrkamp, Frankfurt am Main 2004, ISBN 3-518-29267-6.
- Deleuze und die Künste. Hrsg. von Peter Gente und Peter Weibel. Suhrkamp, Frankfurt am Main 2007, ISBN 978-3-518-29380-5.
- Paul Virilio und die Künste. Hrsg. von Peter Gente. Merve, Berlin 2008, ISBN 978-3-88396-240-5.

## Belege
1. ↑  Sabine Vogel: Peter Gente gestorben. In: Berliner Zeitung vom (und abgerufen am) 9. Februar 2014.
2. ↑  Kerstin Kohlenberg: Denker und Punk in Die Zeit vom 15. Februar 2007 (auch online).
3. ↑  Moritz Neuffer: Die journalistische Form der Theorie: Die Zeitschrift »alternative«, 1958-1982. Wallstein Verlag, 2021, ISBN 978-3-8353-5010-6, S. 14.
4. ↑  Marxismus, Psychoanalyse, Sexpol. Band 1: Dokumentation [Primärtexte 1926–1936]. Hrsg. mit Vorbemerkung von Hans-Peter Gente. Fischer, Frankfurt am Main 1970, S. 9.
5. ↑  maibaumj: Lokaltermin Sirenen — Medienwissenschaft. Abgerufen am 29. Juni 2021.
6. ↑  Brigitte Felderer: Phonorama: eine Kulturgeschichte der Stimme als Medium. Matthes & Seitz, 2004, ISBN 978-3-88221-844-2, S. 265 (google.de [abgerufen am 29. Juni 2021]).
7. ↑  Berliner Zeitung: Merve-Verleger: Peter Gente gestorben. Abgerufen am 21. Oktober 2020 (deutsch).
8. ↑  Hans-Martin Schönherr-Mann: "Der lange Sommer der Theorie": Geschichte der geistigen Revolution der 68er, Deutschlandfunk, 21. Oktober 2015

| Personendaten    | Personendaten                     |
| ---------------- | --------------------------------- |
| NAME             | Gente, Peter                      |
| ALTERNATIVNAMEN  | Gente, Hans-Peter (bis etwa 1972) |
| KURZBESCHREIBUNG | deutscher Verleger                |
| GEBURTSDATUM     | April 1936                        |
| GEBURTSORT       | Halberstadt                       |
| STERBEDATUM      | 8. Februar 2014                   |
| STERBEORT        | Chiang Mai, Thailand              |